# 厄立特里亚基督教

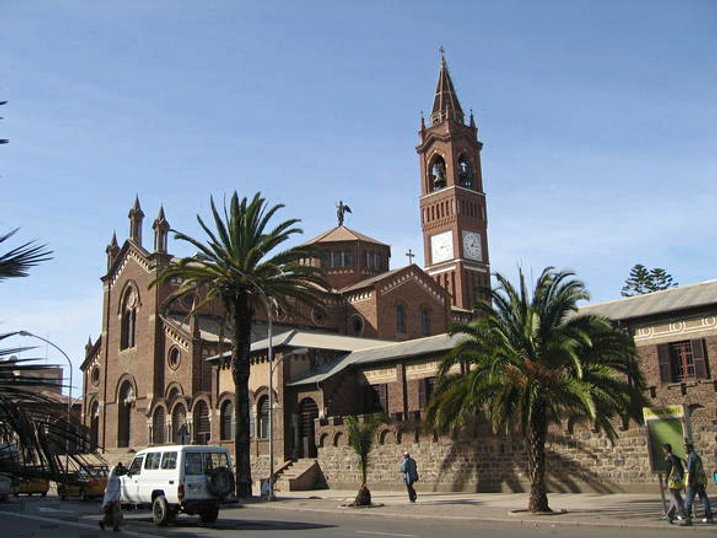
阿斯馬拉的玫瑰聖母堂

基督教是厄立特里亚信仰人口第一多的宗教，與信仰逊尼派伊斯兰教的人口相近。2007年美國國務院估計厄立特里亞有50%的人信仰基督教，大約48%的人是穆斯林。2009年皮尤研究中心的數據顯示，厄立特里亞國內居民當中有62.9%的人信仰基督教，其中大部分是東方正統教會的厄利垂亞正統合性教會，其次是天主教會（含拉丁禮教會和厄立特里亞禮天主教會）。2017年，厄立特里亚基督教人口是46%，主要基督教教派是厄利垂亞正統合性教會。